# 高川文筌
高川文筌（たかがわぶんせん、文政元年（1818年） - 没年不明）は、江戸時代後期に活躍した絵師である。
谷文晁の弟子で、早期の作品は三上文筌（みかみぶんせん）の名でも遺されている。

## 略歴
1818年（文政元年）、旧武蔵国入間郡所沢村下宿（したじゅく、現在の埼玉県所沢市御幸町）に生まれた。
1850年（嘉永3年）32歳の頃、信州松代藩の医師、高川家の養子に入って高川姓を名乗り、以降は「高川文筌」の名で同藩の御用絵師としても活躍した。1853年（嘉永6年）、黒船来航の際に松代藩は横浜の警備を命じられたことから、同行した文筌は黒船来航絵巻などを描き、これらの作品では広くその名を知られた。 没年不明。

## 主な作品
| 作品名                                               | 技法 | 形状・員数 | 寸法（縦x横cm） | 所有者                  | 年代 | 落款・印章 | 備考         |
| ---------------------------------------------------- | ---- | ---------- | --------------- | ----------------------- | ---- | ---------- | ------------ |
| 黒船来航絵巻（「船中歌舞図」・「船中弦歌図」）       |      |            |                 | 東京大学附属図書館      |      |            |              |
| 亜米利加使節饗応之図（あめりかしせつきょうおうのず） |      |            |                 | 個人（福山市寄託）      |      |            |              |
| 米国使節ペリー渡来絵図写生帖                         |      |            |                 | 東京大学史料編纂所      |      |            |              |
| ペリー渡来絵図貼交屏風                               |      |            |                 | 東京大学史料編纂所      |      |            |              |
| 横浜応接場秘図                                       |      |            |                 | 真田宝物館              |      |            |              |
| 真田幸貫画像                                         |      |            |                 | 個人                    |      |            | 貞松院詠歌賛 |
| 浦賀紀行図                                           |      |            |                 | 横須賀市自然･人文博物館 |      |            |              |

## その他の作品
彼の出生地である今日の埼玉県所沢市内の社寺などには、高川家への養子入り以前の名で「三上文筌 筆」と署名のある作品が数点現存している。
- 坂稲荷神社社殿装飾絵（所沢市指定文化財）- 天保8年（1837年） 坂稲荷神社（同市御幸町）

土蔵造りの覆い屋の内に社殿があり、各所に白虎図、唐獅子牡丹図、鯉の滝登りなどの彩色絵が描かれている。なお、彩色は経年による色褪せが見られ、近年では作品保護の目的もあって通常この扉を閉ざしているため普段は見ることができない。 毎年一度、同社では3月の彼岸前後の日曜日に初午の祭りがあり、この日に扉が開かれる。
- 虎の絵馬 - 安政3年（1856年） 多聞院（同市中富）

一般公開はされていないため通常は見ることはできない。なお近年、2010年（寅年）に新聞紙面上に当作品の写真が掲載された。
- 富士巻狩図大絵馬（所沢市指定文化財）- 金乗院（同市上山口）

源頼朝が富士山麓で催した巻狩の様子を描いた大きな絵馬。 桐の板に岩絵具、182.4cm×114.8cm

## 参考資料
論文
- 『高川文筌論』 影山純夫(著) - 収録：機関紙「松代」9号（1996年（平成8年）3月発行）
- 『高川文筌について—資料紹介と横浜応接場での様子—』 松下愛(著)

## 脚註
1. ↑  東京大学附属図書館 記念特別展示 2012年4月閲覧
2. ↑  日米和親条約交渉の絵巻寄託 藩主の子孫が福山市に 2012年4月閲覧
3. ↑  長野市ホームページ 真田宝物館 新館第一展示室 2012年4月閲覧
4. ↑  長野市教育委員会文化財課松代文化施設等管理事務所（真田宝物館）編集・発行 『平成29年 真田宝物館企画展「真田の姫たち」』 2017年7月、p.70。
5. ↑  横須賀市自然･人文博物館 2012年4月閲覧
6. ↑  所沢市ホームページ 三上文筌筆 坂稲荷神社社殿装飾絵 2012年4月閲覧
7. ↑  「未公開の虎の絵馬」 -  市民新聞ところさわ (2010年1月8日 No.364）
8. ↑  所沢市ホームページ 三上文筌筆 富士巻狩図大絵馬 2012年4月閲覧